# Бедфорд (Вірджинія)
Бедфорд (англ. Bedford) — місто (англ. town) в США, в окрузі Бедфорд штату Вірджинія. Населення — 6657 осіб (2020).

## Географія
Бедфорд розташований за координатами 37°20′17″ пн. ш. 79°31′15″ зх. д. / 37.33806° пн. ш. 79.52083° зх. д. (37.338156, -79.520705).  За даними Бюро перепису населення США в 2010 році місто мало площу 17,88 км², з яких 17,81 км² — суходіл та 0,06 км² — водойми. В 2017 році площа становила 22,64 км², з яких 22,57 км² — суходіл та 0,07 км² — водойми.

## Демографія

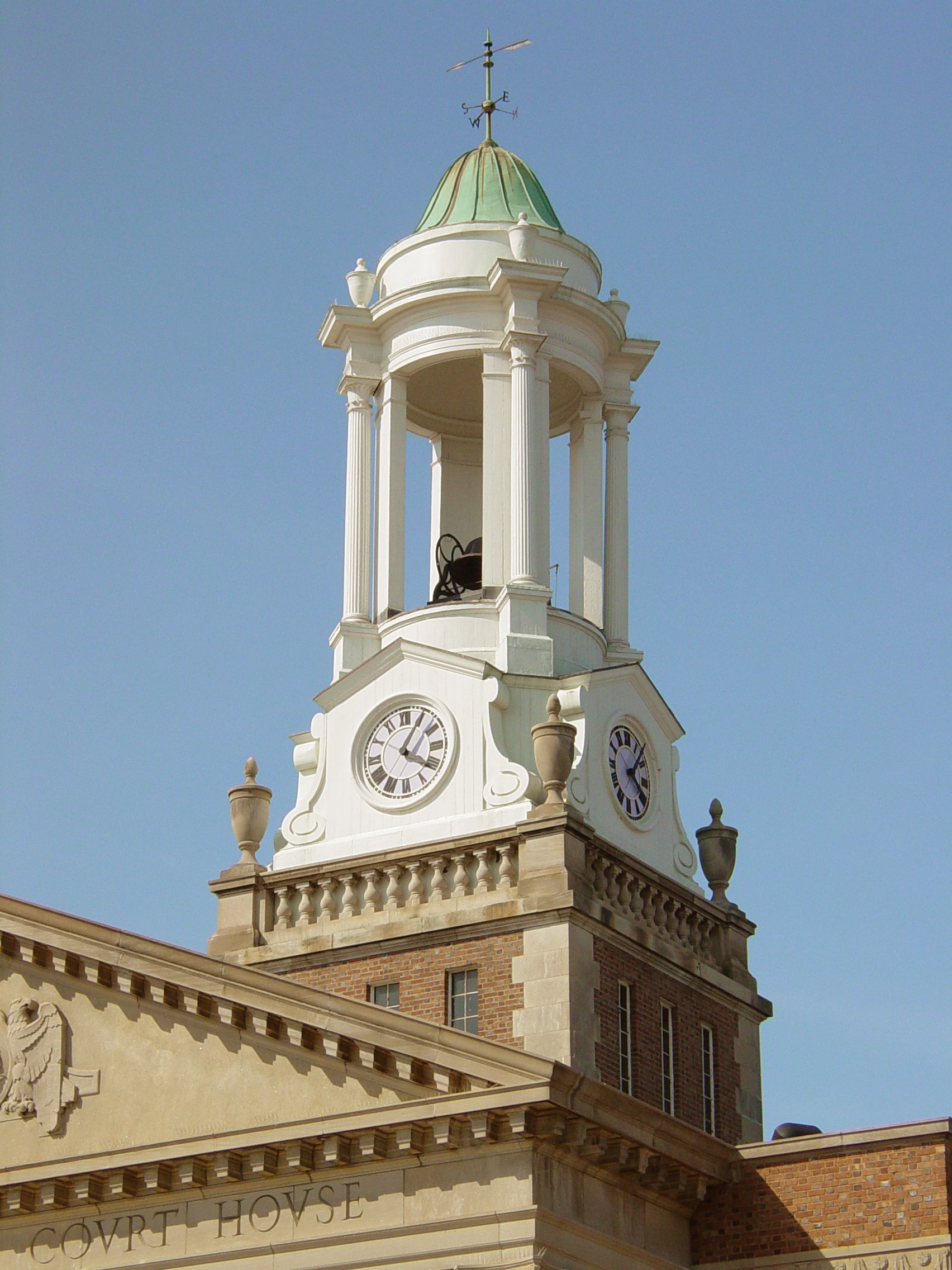
Купол на будівлі Бедфордського окружного суду

Згідно з переписом 2010 року, у місті мешкали 6222 особи в 2627 домогосподарствах у складі 1592 родин. Густота населення становила 348 осіб/км².  Було 2920 помешкань (163/км²).
Расовий склад населення:
| - 76,4 % — білих - 20,2 % — чорних або афроамериканців - 0,7 % — азіатів - 0,2 % — корінних американців |

До двох чи більше рас належало 1,9 %. Частка іспаномовних становила 2,2 % від усіх жителів.
За віковим діапазоном населення розподілялося таким чином: 20,5 % — особи молодші 18 років, 58,0 % — особи у віці 18—64 років, 21,5 % — особи у віці 65 років та старші. Медіана віку мешканця становила 42,9 року. На 100 осіб жіночої статі у місті припадало 85,8 чоловіків;  на 100 жінок у віці від 18 років та старших — 82,7 чоловіків також старших 18 років.
Середній дохід на одне домашнє господарство  становив 40 678 доларів США (медіана — 35 049), а середній дохід на одну сім'ю — 57 034 долари (медіана — 52 155). Медіана доходів становила 45 470 доларів для чоловіків та 31 707 доларів для жінок. За межею бідності перебувало 26,3 % осіб, у тому числі 40,7 % дітей у віці до 18 років та 14,9 % осіб у віці 65 років та старших.
Цивільне працевлаштоване населення становило 2498 осіб. Основні галузі зайнятості: освіта, охорона здоров'я та соціальна допомога — 26,1 %, роздрібна торгівля — 17,8 %, мистецтво, розваги та відпочинок — 9,8 %, публічна адміністрація — 7,7 %.